# Wały
Wały, bis 1999 Wały Śląskie, (deutsch Reichwald) ist ein polnisches Dorf in der Woiwodschaft Niederschlesien, das zur Gemeinde Brzeg Dolny (deutsch: Dyhernfurth) gehört. Es liegt nördlich der Tschechischen Republik und östlich von Sachsen, am rechten Ufer der Oder und liegt 29 Kilometer nordwestlich von Breslau. In den Jahren von 1975 bis 1998 unterlag das Dorf der Administration der Provinz Wrocław (Breslau). Bis Ende 1999 wurde das Dorf Wały Śląskie (Waly Slaskie) genannt.
Die Stadt liegt im Tal der Oder, wo bei hohen Wasserständen durch den 1958 erstellten Staudamm, künstlich ein Gebiet überschwemmt werden kann. Das Dorf liegt 3,5 km östlich von Brzeg Dolny (Dyhernfurth), auf einer Höhe von 109 m bis 120 m über dem Meeresspiegel.

## Geschichte
Bis 1945 wurde für Waly der deutsche Name Reichwald verwendet, danach bis 1999 Waly Slaskie. Aus dem Einstraßigen Dorf ist heute eine Siedlung entstanden, die von den zentralen historischen Bauten weit entfernt liegt.
Zum ersten Mal wurde das Dorf am 7. April 1301 erwähnt, als Rychinwald (Landkreis Hagedorn) wurde es zum Eigentum von Heinrich III. ernannt. 1328 wurde die Siedlung ein weiteres Mal erwähnt, als Besitz des Poppo von Haugwitz, der später auch der Besitzer der Stadt (damals Dorf) Dyhernfurth (Brzeg Dolny) war. Im Jahre 1353 wurde dem Dorf eine Mühle gestellt und mit ihr vier Flur Ackerland (1 Flur Ackerland hatte 17 bis 24 Hektar). Im Jahre 1530 wurde das Dorf der Familie Falkenhain überschrieben, die eine Kirche errichtete. Diese wurde häufig modernisiert und Mitte der 1950er Jahre abgerissen, aufgrund ihres schlechten technischen Zustandes. Im 18. Jahrhundert wechselte Reichwald seinen Besitzer: Es wurde Hans-Ernst von Niebelschutz überschrieben. Als Folge der Schlesischen Kriege (zwischen 1740 und 1742) wurde Schlesien incl. Waly (Reichwald) dem preußischen Staat angeschlossen.
Im Jahre 1840 wurde eine Ziegelei errichtet, die über 100 Jahre Ziegel- und Dachziegelsteine produzierte. Aufgrund der Überschwemmungen in den Jahren 1903–1910 wurde die Besiedlung der Wohngebäude geändert. Im Jahre 1931 wurde die Kirche geschlossen. Der angrenzende Friedhof wurde bis in die 1940er Jahre als solcher genutzt.
Gegen Ende des Zweiten Weltkrieges wurde die Region mit Menschen aus verschiedenen Orten besiedelt. Die meisten kamen aus den östlichen Gebieten Polens, aus Lukowiec (Wiszniewski und Zurowski) aus der Nähe von Stanislawow. Der erste Transport polnischer Vertriebener traf am 19. November 1945 ein, zwei weitere Transporte folgten zweieinhalb Jahre später.
Im Jahre 1953 entdeckte man bei archäologischen Ausgrabungen in Waly (Reichwald) folgende Gegenstände: ein Kanu aus Eiche, Fragmente eines Paddels und eines Holzbootes und Zubehör – aus der Zeit Henriks des IV Probus (1260–90). Eine weitere Entdeckung war die der prähistorischen Steinwerkzeuge aus dem Jahre 8000–4200 v. Chr. Aus der Jungsteinzeit (4200–1700 v. Chr.) fand man einen Bruchteil eines Hammers aus Stein.

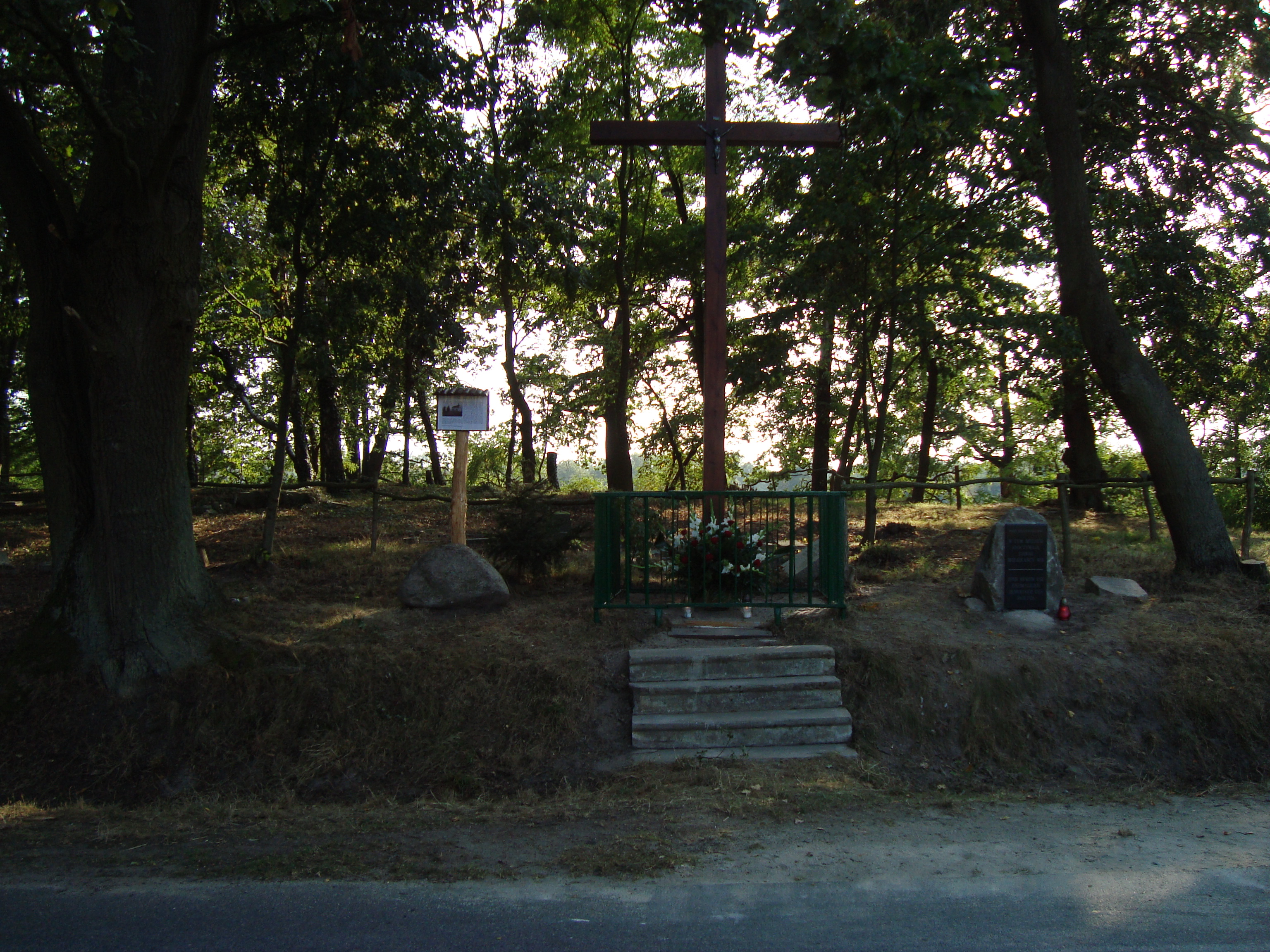
Ein alter Friedhof

Aus der Bronzezeit wurden zwei Gräberfelder (im Norden und Nordosten des Dorfes) gefunden, sowie die Überreste der Siedlungen von 1700 bis 650 v. Chr.
In den Jahren 1959–1968 gab es in Waly eine Grundschule mit vier Klassen. Wo damals die Kirche und der Friedhof war, findet man heute nur noch die Ruinen des Friedhofs. In der Vorkriegszeit war das Dorf sehr wohlhabend. Es besaß eine Schule, eine Metzgerei, zwei Bäckereien, eine Mühle, eine Anlegestelle für Schiffe, Ziegeleien, eine Kirche mit Friedhof, eine Brauerei (seit 1830), einen Gutshof, Passagierfähren und zwei Gasthöfe für Besucher, die auf der Durchreise waren. Die Karte Reichwalds wurde im Jahr 1893 veröffentlicht und zeigt, dass durch das Dorf eine Hauptstraße in Richtung Wrocław (Breslau) verlief. Die Straße zur Fähre (neben St. Stanislaus) und die Straße zum Dorf wurden gepflastert. Heute existiert die gepflasterte Straße zur Fähre nicht mehr. Die Kapelle St. Stanislaus wurde in den späteren 1950er Jahre gebaut.
Eine wichtige Sehenswürdigkeit ist die Burg. Die Wehrburg ist in Form eines Trichters gebaut. Der Damm steigt bis zu 3,2 m über das Niveau des Burggrabens. Der Damm hat einen Durchmesser von ca. 30 m, und der Anger ca. 20 m. Auf der Mitte des Angers wurde wieder ein Damm in der Höhe eines Meters errichtet und dessen Durchmesser beträgt 7,5 m. Die Breite des Burggrabens beträgt 7 m bis 20 m.
Reichwald zählte im Jahre 1787 140 Einwohner, 1845: 248, 1885: 198, 1905: 235, 1925: 201 (darunter 136 Protestanten und 65 Katholiken), 1933: 251 und 1939: 297 Einwohner.

## Segelclub ZKZ Energetyk
Der Segelsportclub „Energetyk“ wurde offiziell im Jahre 1966 registriert. Die Anfänge des Segelns in Waly (Wohlau) hängen mit dem Bau des Wasserkraftwerkes zusammen. Das überschwemmte Land vor dem Damm bot genug Platz zum Segeln. Die erste Idee war, das Segeln ausschließlich für die Touristik anzubieten. Allerdings entwickelten sich die Dorfbewohner von Hobbyseglern zu professionellen Sportlern, die sich dem Segeln widmeten und deren Leistungen mit europaweiter Konkurrenz mithalten konnten. Die meisten Medaillen gewannen sie in den 1970er und 1980er Jahren: Sie gewannen mehr als ein Dutzend Meister- und Vizemeistertitel Polens (z. B. im Klasse OK, Kadett) und einen Europa-Vizemeistertitel. Aufgrund der Leistungen und des Ruhmes der Segler baute der Verein einen weiteren Hangar für Sportgeräte und einen großen Pavillon mit einer Gymnastikhalle. Heute segeln mehr als ein Dutzend Menschen, meist Kinder, die in der Optimist-Klasse aktiv sind.

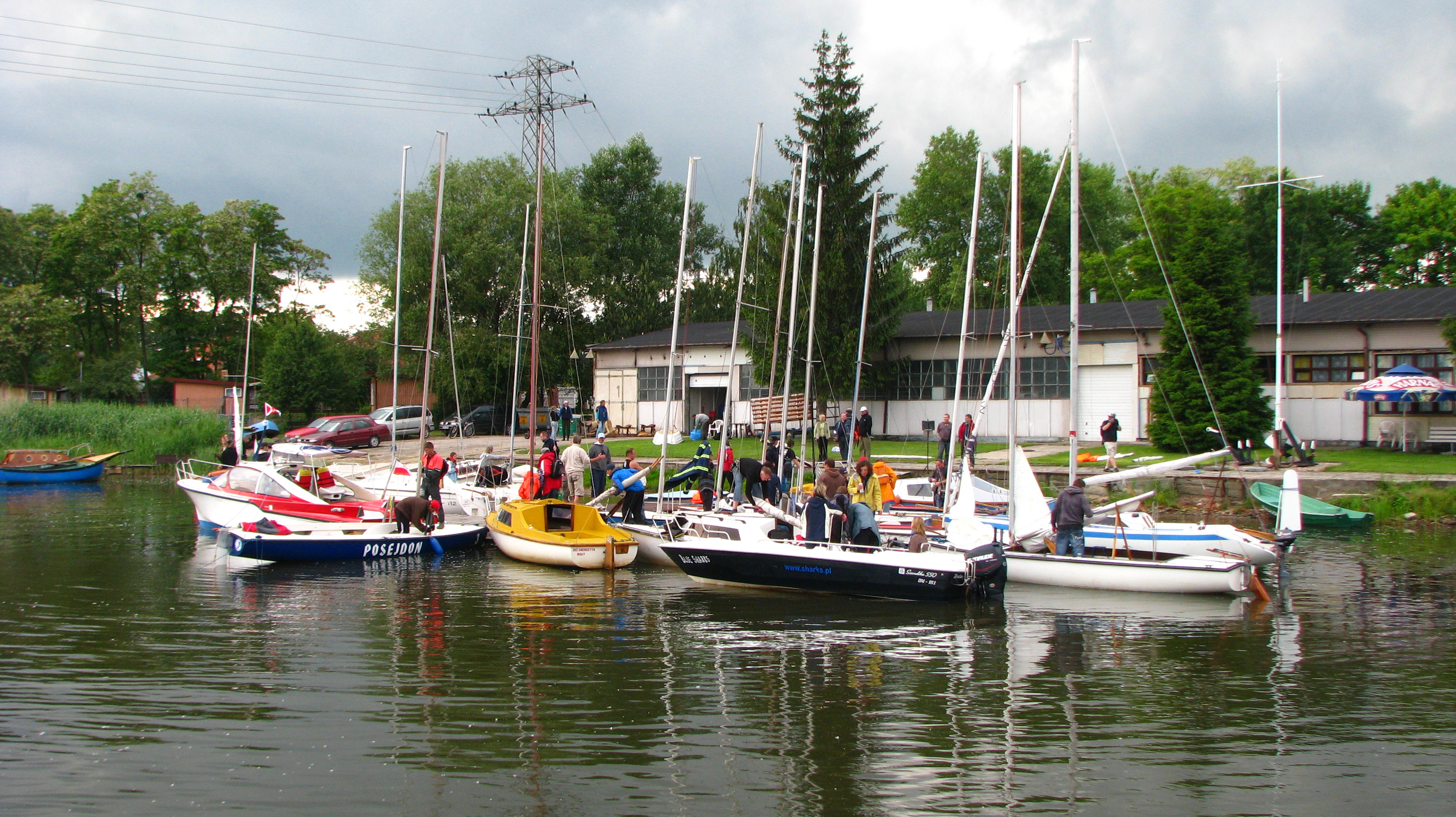
Jachthafen Waly

Der Yachthafen verfügt über eine Brücke aus einer Stahl- und Holzkonstruktion, eine kleine Rutschbahn, elektrische Seilwinden für die Verladung der Boote, eine kleine Bootswerkstatt, einen Hangar und ein Restaurant. Die derzeitige Flotte von „Energetyk“ besteht aus 10 Optimist-Klasse Booten – die für die Kinder bestimmt ist. Es gibt zwei Omega, Orion (das Boot Kabine) Segelboote. Des Weiteren besitzt der Club Yachten, auf denen man einige Tage verbringen kann: Sie heißen „Tango“, „Nesz“, „Konrad 600“, „Sportina“ und „Pulsatilla“.
Der Verein besitzt auch Racing Boote: drei Boote der Klasse 470, zwei der Klasse 420, vier Okey’e, zwei Cadet, FD’s, fünf Kajaks und drei Motorboote.
Der Verein bietet sowohl Unterkünfte in 11 gut ausgestatteten Hütten, als auch die Möglichkeit in der eigenen privaten Yacht zu überwintern.
Jedes Jahr werden die Kurse für Segelpatente organisiert sowie eine Yachtregatta – seit mehreren Jahren auch die berühmten Langstreckenrennen von Breslau nach Waly (Wohlau).

## Wasserkraftwerk Waly
„Das Wasserkraftwerk Waly“ liegt 30 km nordwestlich von Breslau, in der Nähe von Brzeg Dolny (Dyhernfurth) an der Oder am Kilometer 281,5. Es ist eines der größten und modernsten Wasserkraftwerke in Niederschlesien und wurde nach dem Zweiten Weltkrieg (1954–1958) gebaut, von einer Gruppe Spezialisten aus Polen und der Tschechoslowakei. Auf nationaler Ebene nimmt es den 13. Platz in Bezug auf die Stromerzeugung aus Wasserkraft ein.
Die Wahl des Standortes des Kraftwerkes hat das vorhandene Sperrwerk für die Zwecke der Wasserkommunikation entschieden. Die Ansammlung der Wassermenge wurde ausgenutzt, um Elektrizität zu produzieren. Die Stauung besteht aus einem beweglichen Wehr, versehen mit 5 Schiebern (mit je einer Spannweite von 23 Metern), einer Schleusenkammer und einem Ausdehnungsgefäß von 5.000.000 m³.
Das Einzugsgebiet (Aufstauung des Wassers) des Flusses ergibt im Profil 26.460 km². Die Stauung des Flusses an der Stelle erreicht das Niveau von 108 m über dem Meeresspiegel. Wegen der Stauung stieg der Grundwasserspiegel der Region um durchschnittlich 5 m.
Die jährliche Stromerzeugung liegt im Durchschnitt bei 45.000.000 kWh.